# Alexis Chermette
Alexis Chermette, né le 16 juillet 1902 à Lyon et mort le 26 août 1996 dans la même ville est un ingénieur géologue français.

## Biographie
Alexis Chermette est le fils de Jean-Joseph Chermette, artiste qui a créé, à Lyon, un atelier de fabrication d'ornements d'église, et de Mathilde Guenot, originaire de la région de Chalon-sur-Saône. Lors de ses vacances chez ses grands-parents maternels, qui exploitent une carrière, il découvre les sciences naturelles et la géologie. Il est élève au Lycée Ampère de Lyon et se passionne pour les minerais. Étudiant à la Faculté des Sciences de Lyon il obtient une licence ès Sciences Naturelles. Il poursuit ses études à l’Institut de Géologie de Nancy et, en 1924, il est ingénieur-géologue.
Recruté par la Compagnie Générale de Madagascar il se rend, en 1926, à Madagascar. Il quitte son poste en 1930 pour se rendre en Haute-Volta, chercher de l'or. Il y reste peu, passe un temps en métropole puis dès 1932 repart en Afrique, à Dakar comme géologue du Service des Mines de l'A.O.F.. Il passera toute sa vie active dans ce service de l'Administration coloniale en Côte d'Ivoire, au Togo, au Mali, au Dahomey, en Haute-Volta.
En 1958 il est nommé conseiller technique au Bureau des recherches géologiques et minières de Paris (BRGM). Retraité en 1961 il retrouve Lyon. Il entre à la Société linnéenne de Lyon et en est le président en 1977. Il est également secrétaire général de la classe des sciences de l'Académie des sciences, Belles-lettres et arts de Lyon de 1976 à 1996.
Lors de conférences il présente l'histoire et les travaux de minéralogiste et géologues : Martine de Bertereau, Johann Gottfried Schreiber, Emile Gueymard, Ferdinand Gonnard, Pierre Termier, la famille Blumenstein et la famille Jars.
Il est l'auteur d'une centaine de publications dans des revues industrielles ou minéralogiques, ainsi que par un ouvrage sur son minéral préféré «La fluorite » publié en 1986, sans oublier sa biographie de Johann-Gottfried Schreiber, parue en 1981, sous le titre L'or et l'argent.
En 1958 Alexis Chermette a épousé Anne Mouratille, fille d'industriels lyonnais.
Il est élu le 4 juin 1974 à l'Académie des sciences, belles-lettres et arts de Lyon.
Il meurt dans sa 95e année et lègue son importante de collection de minéraux au Muséum d'histoire naturelle de Lyon (le fonds Chermette). Il souhaite aussi qu'un prix puisse perpétuer sa mémoire, c'est la création du prix Chermette-Mouratille qui récompense un jeune chercheur pour ses études sur le terrain, dans tous les domaines des sciences de la Nature. Il est décerné pour la première fois en 2016.
Alexis Chermette repose au cimetière de Fontaines, en Saône-et-Loire.

### Distinctions
Chevalier de l'ordre national du Mérite
Alexis Chermette était également officier de l'Étoile noire du Bénin et chevalier de l'ordre national du Dahomey.

## Publications
- L’or et l’argent, aventures d’un minéralogiste au XVIIIe siècle, Presses Universitaires de Grenoble, 1981, 120 p. (ISBN 978-2-7061-0195-3)
- La Fluorite, Paris, G. Lachurié, 1986, 172 p. (ISBN 2-904182-10-1)
- Minéraux, mines et minéralogistes lyonnais au XIXe siècle, Lyon, éditions lyonnaises d'art et d'histoire, 1993, 94 p.
- « Martine de Bertereau (1590-1643), une femme ingénieur des mines au XVIIe siècle », Bulletin mensuel de la Société Linnéenne de Lyon, vol. 54, no 10,‎ 1985, p. 69-80[6]